# Easthampton
Easthampton ist eine Stadt im Hampshire County des Bundesstaats Massachusetts in den Vereinigten Staaten. Das U.S. Census Bureau hat bei der Volkszählung 2020 eine Einwohnerzahl von 16.211 ermittelt.

## Geschichte
Easthampton wurde ab 1664 von europäischen Einwanderern besiedelt und war ursprünglich Teil von Northampton. Im Jahr 1785 wurde Easthampton von Massachusetts als „Distrikt“ (eine frühere Art von politischer Einheit mit weniger Unabhängigkeit als eine Town oder Stadt) und 1809 als Town gegründet. Easthampton ist die jüngste Stadt im Hampshire County nach Datum der Gründung.
Die Stadt wuchs vor allem rund um den Manhan River, sowohl in ihrer Phase als rein landwirtschaftlich geprägte Gemeinde als auch später während der industriellen Revolution, als in Easthampton die ersten Mühlen und Fabriken gebaut wurden, vor allem im Zusammenhang mit der Textilherstellung und deren Ablegern. Die erste dieser Fabriken, die Williston-Knight Button Company, wurde 1847 von Samuel Williston gegründet, dem Sohn des ersten Pfarrers der Stadt, eines Kongregationalisten namens Payson Williston. Die Firma spezialisierte sich auf stoffbezogene Knöpfe – ein begehrter Artikel zu jener Zeit – und um den Betrieb der Maschinen zu erleichtern, wurde ein lokaler Bach aufgestaut, wodurch der Nashawannuck-Teich entstand. Bald entstanden in der Nähe weitere Fabriken, von denen sich einige auf die Herstellung von elastischen und Gummifäden spezialisierten.
Nach diesem industriellen Aufschwung wurden 1864 die erste High School und die erste Nationalbank der Stadt eröffnet, und 1869 wurde ein Rathaus gebaut. Im Jahr 1871 wurden die Konstabler durch den ersten Polizeibeamten der Stadt ersetzt, im selben Jahr, in dem Easthampton eine regelmäßige Haltestelle der Eisenbahn wurde. Die öffentliche Bibliothek der Stadt wurde 1881 eröffnet, und vierzehn Jahre später, 1895, wurde die Gemeinde mit zwei neuen Errungenschaften ausgestattet: Telefonen und Straßenbahnen.
Während des Ersten Weltkriegs erhielten alle Fabriken der Stadt staatliche Kriegsaufträge und machten finanziell gute Geschäfte, aber lange vor der Großen Depression entließen viele Fabrikbesitzer bereits Mitarbeiter, suchten Fusionen mit anderen Unternehmen oder suchten nach Käufern für ihre Anlagen.
Der Zweite Weltkrieg brachte eine gewisse Erleichterung für die Wirtschaft in Easthampton, da einige der älteren Textilunternehmen sowie neuere Unternehmen der Schwerindustrie eine weitere Runde von Bundesverträgen erhielten. Anfang der 1960er Jahre wurde die Stadt jedoch von einer Reihe kritischer Betriebsschließungen hart getroffen. Wiederbelebungsversuche begannen mit der Eröffnung eines neuen Industrieparks und setzten sich mit einem gemeinsamen staatlich-privaten Industriezentrum fort.
Kleine Bauernhöfe und alteingesessene Kleinunternehmen bilden nach wie vor den wirtschaftlichen Kern von Easthampton. Easthampton änderte 1996 seine Satzung, um eine Stadt zu werden. Das Stadtzentrum hat seit 1996 eine kleine Gemeinschaft von Künstlern und jungen Menschen angezogen, die aufgrund der niedrigeren Lebenshaltungskosten in Easthampton im Vergleich zum nahegelegenen Northampton, einem regionalen Zentrum der Bohème, zugewandert sind.

## Demografie
Laut einer Schätzung von 2019 leben in Easthampton 15.829 Menschen. Die Bevölkerung teilt sich im selben Jahr auf in 92,3 % Weiße, 1,9 % Afroamerikaner, 1,5 % Asiaten und 3,5 % mit zwei oder mehr Ethnizitäten. Hispanics oder Latinos aller Ethnien machten 4,5 % der Bevölkerung aus. Das mittlere Haushaltseinkommen lag bei 63.507 US-Dollar und die Armutsquote bei 9,2 %.

## Söhne und Töchter
- Horatio G. Knight (1818–1895), Politiker